# De Heimolen (Rucphen)
De Heimolen, ook wel Broeke Molen of Hoevense Molen, de huidige plek was vroeger de Molenbaan in het dorp Bosschenhoofd, later het grondgebied van Hoeven, maar tegenwoordig de Heimolendreef in Rucphen is een ronde stenen beltkorenmolen, een bovenkruier. De Heimolen is vernoemd naar de omliggende Hoevense Heide en noordwestelijk een restant van de Zegsche Heide. Rond 1840 waren de restheuvels begroeid met heide en de vele omsloten houtwallen zijn verdwenen, ook de kleine overhoeken met bosrestanten. De omgeving van Rucphen is een ontginning in een hoogveengebied geweest met rivierafzettingswelvingen. Na de vervening bleef een zandlandschap over, door de boeren te gebruiken als wei- en bouwland.
Deze windmolen staat op een natuurlijke opgeworpen heuvel bij een kruising van wegen en wat verscholen in het tegenwoordig bosrijke gebied dat Hoevense Achterhoek wordt genoemd en zijn naam ontleent aan de Hoevense heide.
In deze molenbelt is aan twee zijden een doorgang (in- en uitvaart genoemd) gemetseld, waardoor paard en wagen in zijn geheel voor het lossen van graan en het laden van meel in de molen binnen konden rijden en aan de andere kant weer uit. Het karrespoor van paard en wagen is in de molen nog zichtbaar aan de originele klinkerbestrating van de invaart.
Op 15 november 1825 kocht Pieter van Broekhoven een poldermolen die in Kruisland stond en herbouwde hem in Rucphen als korenmolen. Deze windmolen stond eerder in de Kleine Bolspolder aan de zuidzijde van de Roosendaalse Vliet bij Kruisland. Hij was in 1817 gebouwd en bleek in 1820 niet voldoende meer te presteren en werd in 1824 te koop aangeboden. Volgens historische gegevens zou op de huidige plek van De Heimolen in 1826 de eerste kleine houten achtkantige windmolen zijn opgericht. In 1828 kreeg Marijn van Broekhoven toestemming om een windkorenmolen op te richten in de Hoevense Achterhoek. 
Hij vervangt in 1844 de versleten, uit tweedehands materialen samengesteld windmolentje door een nieuwe grotere houten achtkantige korenmolen op de bestaande stenen achtkantige onderbouw 'vast neven den anderen'. 
Waarschijnlijk is in 1866 de bovenbouw vervangen door een ronde stenen romp, hetgeen aan het metselwerk te zien is. Er werd een aarden molenberg (belt) opgeworpen met inrijpoort zodat de molenberg ontstond.

## Geschiedenis en bouwhistorie
Vroeger telde Hoeven twee poldermolens aan de rivier de Mark en een standerdmolen die in 1292 al in bezit was van de Sint-Bernardusabdij te Hemiksem. Omstreeks 1780 had de ondernemende Pieter van Broekhoven, geboren in Kalmthout, zich in de Hoeven, aan de rand van de Hoevense heide, gevestigd. Hij stichtte in 1815 een boerderij waar hij actief was als timmerman-metselaar en vrachtrijder. Daarnaast begon hij in 1820-1823 met het exploiteren van een rosmolen, een door in de rondte lopende paarden aangedreven molen, in de Hoevense Achterhoek.
Om de maalcapaciteit uit te breiden kreeg hij in 1826 van de Domeinen een stuk grond ten noorden van zijn boerderijtje in Hoeven in gebruik om een kleine tweedehands houten achtkantige windmolen neer te zetten. Volgens historische gegevens is op deze plaats (de plek van de huidige 'heimolen') de eerste windmolen opgericht, een kleine houten achtkantige windmolen. 
Of de in 1844 gebouwde molen een grondzeiler was of een beltmolen is niet bekend, waarschijnlijk moet dat een houten achtkanter op een stenen onderbouw geweest zijn. In 1844 werden nog vrijwel geen afgebroken molens te koop aangeboden. Toch kan een grotere ouderdom van de hergebruikte houten onderdelen niet worden uitgesloten, ze zijn zeker niet van later datum dan 1844.
In 1864 bood molenaar Willem van Broekhoven de opstand van een windmolen te koop aan en tevens een paardenrosmolen geheel gangvaardig. Twee jaar later biedt hij een “liggende” windmolen aan, blijkbaar was de molen toen afgebroken.
Waarschijnlijk was het Van Broekhoven niet gelukt om de molen te verkopen waardoor hij de eventuele opbrengst daarvan niet kon gebruiken voor nieuwe onderdelen.
Verondersteld mag worden dat in 1866 de houten achtkantige bovenbouw vervangen is door een ronde stenen romp. Het bovenste gedeelte van de gemetselde molenvoet is afgebroken om deze te wijzigen in een gemetselde overgang. Mogelijk werd toen tegen de achtkantige onderbouw de aarden molenberg (belt) opgeworpen met inrijpoort op het oude fundament, zodat de stenen onderkant onder de aarde werd bedolven en de molen het aanzicht kreeg van een beltmolen.
De huidige stenen korenmolen met vier zolders is dus kennelijk toen tot stand gekomen. Niet duidelijk is of dat deze molen gemetselde veldmuren boven de belt heeft gehad. De wanden van de achtkante onderbouw tonen geen vensters of doorgangen, noch bouwsporen daarvan. Het metselwerk van de uitvaart en de doorvaart onder de molen werden omstreeks 1951 geheel vervangen door stenen in het gangbare waalformaat en helaas gemetseld met Portlandcement.
De houten stijlen van de bovenbouw van de oude houten molen werden gebruikt voor het binnenwerk van de stenen molen maar dan horizontaal als balken voor de meelzolder. In de richting van de invaart zijn een ten dele behakte eiken stam en een deel van een grenen roede, ook twee kortere balken die delen zijn van een grenen roede. De draagbalken onder de maalzolder zijn deus merendeels oud, maar waarschijnlijk niet oorspronkelijk, vrijwel alle balken zijn van naaldhout. Deze balklaag wordt gedragen door een onderslagbalk die blijkens afdrukken, van de gietijzeren askop, de keerklampen en spijkergaten, een deel is van een grenen borst, het middenstuk van 'n driedelige molenroede.
Het aangebrachte I-profiel ter ondersteuning van de houten balklagen, waarvan de maten niet overeenkomen met enige DIN-norm, is vermoedelijk een vrij oude stalen balk, die voorheen (misschien ergens anders) een andere functie had.
De hoofddraagbalken onder de steenzolder zijn oude meskant bezaagde grenen balken die niet oorspronkelijk zijn. Eén is herkenbaar als een voormalige bintbalk uit een 'los' bint. De tweede draagbalk onder de steenzolder is de bintbalk van een achtkante molen, waarin de ronde uitsparing met aan weerszijden visbekvormige uitsparingen. De balk hiernaast ziet er zeer gaaf uit, is echter in de kraanzaag gezaagd en moet dus ook vrij oud zijn. Het spoorwiel lijkt van een oudere molen. De functie van de tandkrans is niet duidelijk, de gedachte gaat uit naar de vroegere roskorenmolen van Van Broekhoven.
Onder de luizolder ligt een wankantige grenen balk uit een vast gebint. Een kortere balk is een deel van een oude roede, een van de stijlen van het luiwerk is eveneens zo'n deel. De kinderbalken buiten de moerbalken zijn aan weerszijden van de molen verschillend aangebracht, waarschijnlijk vanwege het verplaatsen van het steenkoppel, om ruimte te maken voor de reeds verwijderde mengketel. De vier draagbalken onder de kapzolder zijn hergebruikt, één ervan is een deel van een houten roede. De toegepaste ijzerbalk in de kapzolder en de meeste hergebruikte onderdelen zijn zeker niet van later datum dan 1844. De kap is nieuw, behalve de ijzerbalk, een gording tussen de spanten en een zwanenhalsgording achter. De steunder is een deel van een oud voeghout, zoals ook de burgemeester. ('n houten balk.)
Gezien de lengte van de twee legeringsbalken (met zeer veel wankant) die in de molen secundair gebruikt zijn en de posities van de kepen van de kruisende balken en die van de korbeels komen de legeringsbalken vrijwel zeker uit de voorgaande achtkante houten molen, die door Marijn van Broekhoven in 1864 te koop werd aangeboden. Het lijkt dus zeer aannemelijk dat bij de bouw van de ronde stenen molen in 1866 de kap en het gehele gaande werk van de voorgaande houten molen opnieuw werden gebruikt.
Molens waarin gebruik werd gemaakt van grenenhout met zoveel wankant (delen van de bast van de boom) als de Heimolen in Rucphen zijn in Nederland niet te vinden, hetgeen betekent dat de nog aanwezige hergebruikte legeringsbalken en overige oude delen uit de houten achtkantige windmolen de laatste getuigenissen zijn van een oude en/of regionale vorm van molenbouw. Het toepassen van houten balken met zoveel wankant is voor die tijd volkomen ongebruikelijk. 
Deze grenenhouten balken hebben daarom een zeer hoge cultuurhistorische waarde. De overige oude delen van naaldhout, die merendeels uit 1866 zullen dateren, hebben een hoge cultuurhistorische waarde.
Tot omstreeks 2000 was deze molen regelmatig in bedrijf. Hierna is hij stil komen te staan. In 2008 heeft de gemeente de molen aangekocht. De molen is de afgelopen jaren compleet gerestaureerd. Begin 2012, na de restauratie, kan worden vastgesteld dat de molen uitwendig weer helemaal compleet is en weer in gebruik is genomen door een groep vrijwillige molenaars die de molen op regelmatige basis in werking stelt.
Op 29 juni 2018 heeft gemeente Rucphen De Heimolen verkocht aan Ton Jaspers en Peter Jansen (Klap van de Molen BV). Beide jeugdvrienden hebben hierdoor een belangrijke stap gezet om het toekomstige onderhoud en daarmee het bestaan van De Heimolen te kunnen garanderen. In de loop van 2019 zal er aan de noord-westzijde van de Heimolen een horecagelegenheid worden gebouwd die mede het onderhoud aan de molen moet gaan dekken. De bouw van de horecagelegenheid is in september 2021 gestart en in april 2022 werd "Gasterij de Heimolen" geopend. 
De Heimolen is weer volledig maalvaardig.

## Foto's

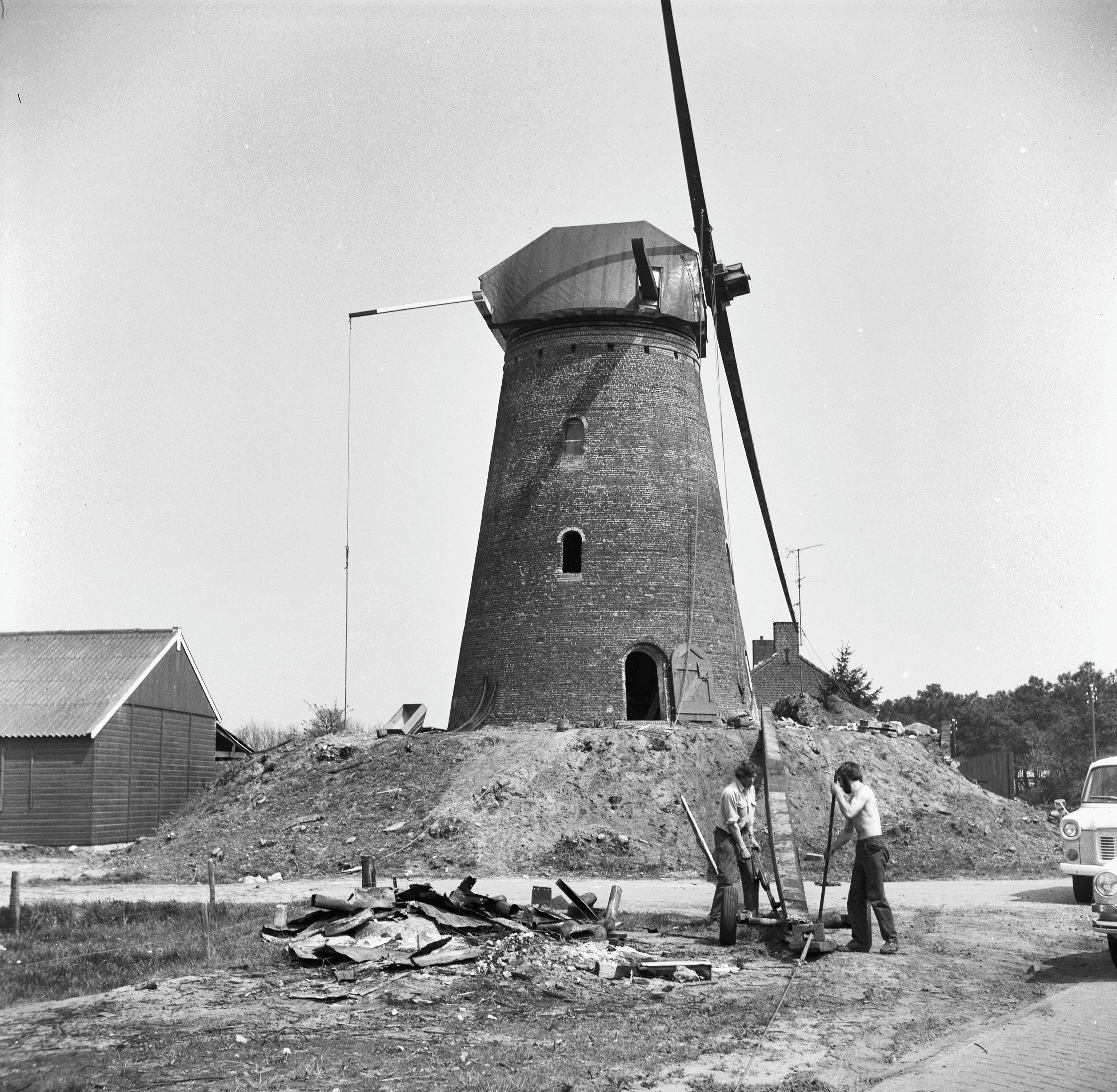
Restauratie van de Heimolen in mei 1972
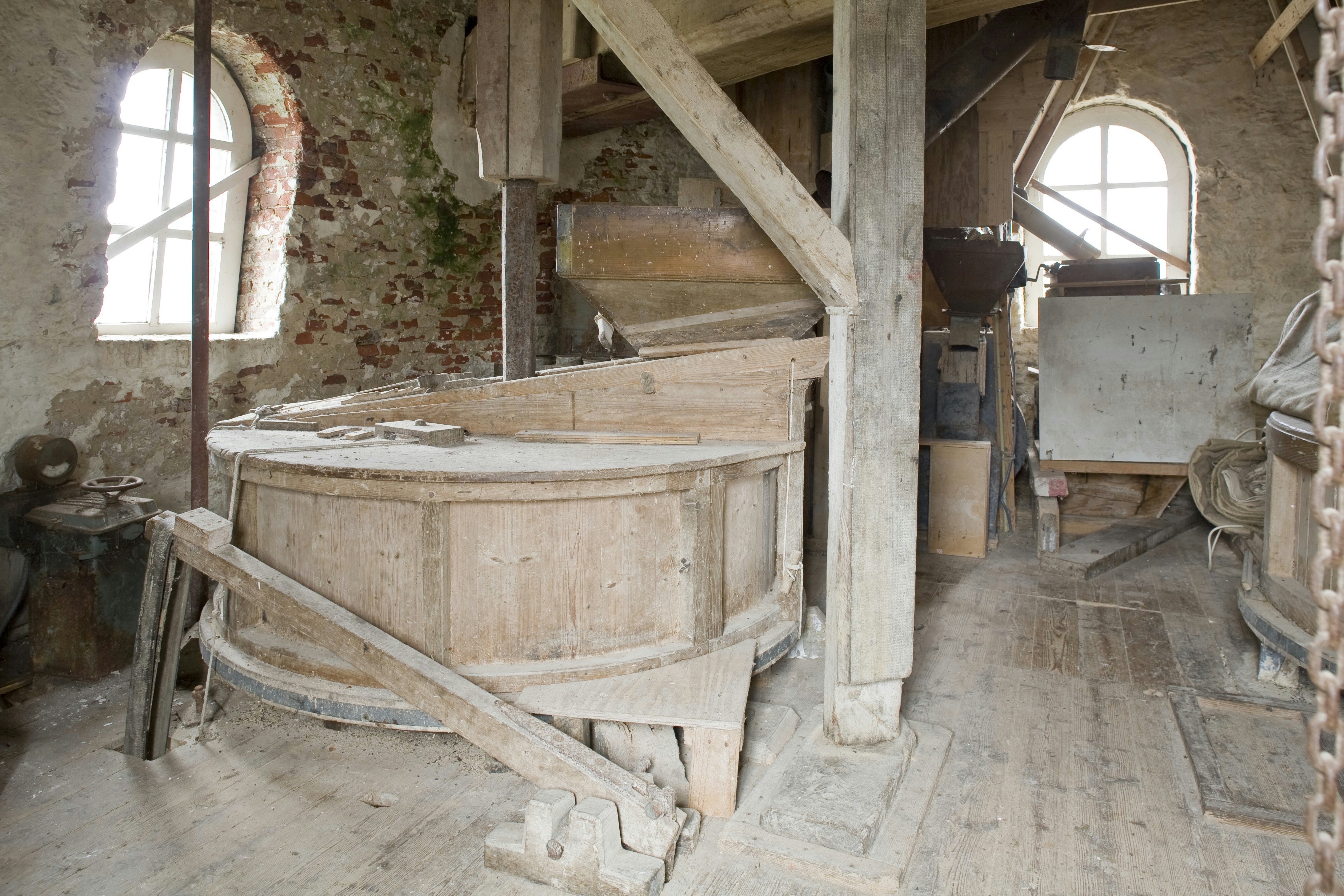
Kuip met daarin een koppel 17der (150 cm) kunststenen